# Coco Lee
CoCo Lee (čínsky: 李玟; 17. ledna 1975 Hongkong – 5. července 2023) byla čínsko-americká zpěvačka, skladatelka a herečka, jedna z nejprodávanějších umělkyň v Asii, která je všeobecně považována za významnou osobnost a divu.

## Životopis
Coco Lee se narodila 17. ledna 1975 v Hongkongu jako nejmladší ze tří dětí do čínsko-malajské rodiny. Její otec zemřel předtím, než se narodila. V devíti letech se s matkou a sestrami přestěhovaly do San Francisca. Absolvovala střední školu a v roce 1992 jí hudební společnost nabídla smlouvu, a proto nenastoupila na vysokou školu.
V roce 1996 podepsala smlouvu se Sony Music Entertainment a vydala své debutové album Coco Lee, které se stalo nejprodávanějším albem roku v Asii. Již brzy začala být populární i mimo Asii. Nahrála osmnáct studiových alb a objevila se v několika filmech, například v Master of Everything. V mandarínské verzi filmu Mulan nazpívala titulní píseň a nadabovala také hlavní postavu. V roce 2008 nazpívala píseň pro nadcházející olympijské hry v Pekingu.
V roce 2011 se vdala za kanadského podnikatele Bruce Rockowitz. Na svatbě vystoupili Bruno Mars, Alicia Keys a Ne-Yo. Vychovávali společně dvě Rockowitzovi dcery z předchozího manželství.
V roce 2019 jí byla diagnostikována deprese. V roce 2022 jí byla diagnostikovaná rakovina prsu, který jí byl operativně odstraněn. V minulosti trpěla problémy s nohou, které se jí v březnu 2023 vrátily.
Dne 29. června 2023 se pokusila o sebevraždu. Po noci strávené v soukromé nemocnici se odstěhovala do bytu své sestry. Po jejím dalším pokusu o sebevraždu, dne 2. července, byla opět převezena do nemocnice, kde o tři dny později zemřela ve věku 48 let.

## Diskografie
- Love from Now On (1994)
- Promise Me (1994)
- Brave Enough to Love (1995)
- Woman in Love (1995)
- CoCo Lee (1996)
- CoCo's Party (1996)
- Everytime I Think of You (1997)
- Be Careful Next Time (1997)
- Di Da Di Hints (1998)
- Sunny Day (1998)
- From Today Till Forever (1999)
- Just No Other Way (1999)
- True Lover You & Me (2000)
- Promise CoCo (2001)
- Exposed (2005)
- Just Want You (2006)
- East to West (2009)
- Illuminate (2013)